# Odostomia engonia
Odostomia engonia är en snäckart som beskrevs av Bush 1885. Odostomia engonia ingår i släktet Odostomia och familjen Pyramidellidae. Inga underarter finns listade i Catalogue of Life.